# The New America
The New America est le onzième album de Bad Religion, sorti en 2000 chez Atlantic.
C'est leur dernier album avec le batteur Bobby Shayer (en).

## Liste des morceaux
| No  | Titre                               | Durée |
| --- | ----------------------------------- | ----- |
| 1.  | You've Got A Chance                 |       |
| 2.  | It's A Long Way To The Promise Land |       |
| 3.  | A World Without Melody              |       |
| 4.  | New America                         |       |
| 5.  | 1000 Memories                       |       |
| 6.  | A Streetkid Named Desire            |       |
| 7.  | Whisper In Time                     |       |
| 8.  | Believe It                          |       |
| 9.  | I Love My Computer                  |       |
| 10. | The Hopeless Housewife              |       |
| 11. | There Will Be A Way                 |       |
| 12. | Let It Burn                         |       |
| 13. | Don't Sell Me Short                 |       |
| 14. | The Fast Life                       |       |

## Composition du groupe pour l'enregistrement
- Greg Graffin, chant
- Brett Gurewitz, guitare
- Greg Hetson, guitare
- Brian Baker, guitare
- Jay Bentley (en), basse
- Bobby Shayer (en), batterie